# Liste von Kraftwerken in Luxemburg
Die Kraftwerke in Luxemburg werden sowohl auf einer Karte als auch in Tabellen (mit Kennzahlen) dargestellt.

## Installierte Leistung und Jahreserzeugung
Im Jahr 2014 lag Luxemburg bzgl. der installierten Leistung mit 2.000 MW an Stelle 112 und bzgl. der jährlichen Erzeugung mit 1,4 Mrd. kWh an Stelle 147 in der Welt. Der Elektrifizierungsgrad liegt bei 100 %.

## Karte
| Esch-sur-Sûre |

| Grevenmacher |

| Remerschen |

| Stadtbredimus |

| Twinerg |

| Vianden |

## Kalorische Kraftwerke
| Name des Kraftwerks               | Inst. Leistung (MW) | Brennstoff | Status      |
| --------------------------------- | ------------------- | ---------- | ----------- |
| Twinerg                           | 375                 | GuD        | stillgelegt |
| Müllverbrennungsanlage Leudelange | 17                  | Müll       |             |

## Kernkraftwerke
| Name des Kraftwerks | Block | Inst. Leistung (MW) | Typ                | Status           |
| ------------------- | ----- | ------------------- | ------------------ | ---------------- |
| Remerschen          | 1     | 1.300               | Druckwasserreaktor | nicht realisiert |

## Wasserkraftwerke
| Name des Kraftwerks                       | Inst. Leistung (MW) | Fluss         | Status     |
| ----------------------------------------- | ------------------- | ------------- | ---------- |
| Ettelbrück                                | 0,2                 | Alzette       | in Betrieb |
| Obersauer-Stausee/Esch-sur-Sûre-Talsperre | 13                  | Sauer         | in Betrieb |
| Grevenmacher-Wellen                       | 7,8                 | Mosel         | in Betrieb |
| Rosport                                   | 6,5                 | Sauer (Mosel) | in Betrieb |
| Stadtbredimus-Palzem                      | 4,5                 | Mosel         | in Betrieb |
| Vianden                                   | 1.290               | Our           | in Betrieb |

## Windkraftwerke
In Luxemburg waren Ende 2024 Windkraftanlagen (WKA) mit einer Gesamtleistung von 214 MW in Betrieb. Frühere Leistungen waren 2016: 99 MW, 2018: 120 MW, 2019: 136 MW, 2020: 166 MW, 2021: 168 MW, 2022: 166 MW und 2023: 208 MW. Mit Stand Oktober 2017 sind in Luxemburg 19 Windparks erfasst (z. T. handelt es sich dabei aber entweder um einzelne WKA oder um geplante Windparks).